# Poteau
Poteau er en amerikansk by og administrativt centrum for det amerikanske county Le Flore County, i staten Oklahoma. I 2000 havde byen et indbyggertal på 7.939.

## Ekstern henvisning
- Poteaus hjemmeside (engelsk)

35°03′31″N 94°37′48″V / 35.0586°N 94.63°V